# Pointe du Bouchet
Ne doit pas être confondu avec Aiguille du Bouchet.
La pointe du Bouchet est un sommet de France, situé dans le département de la Savoie, à 3 416 mètres d'altitude. Il fait partie du massif de la Vanoise, sur le versant de la Maurienne, entre le glacier de Chavière et celui du Bouchet.

## Toponymie
Le nom de Le Bouchet, attribué à cette pointe, est un toponyme que l'on trouve sur le territoire d'Orelle notamment pour le hameau Plan-Bouchet (le vallon du centre de la station de ski d'Orelle), l'aiguille du Bouchet, le ruisseau du Bouchet, le col du Bouchet ou encore le glacier du Bouchet.
Selon Adolphe Gros, le toponyme Bouchet, tant pour le hameau que pour le glacier, proviendrait d'un nom d'homme.

## Géographie

### Situation
La pointe du Bouchet est un sommet de 3 416 mètres d'altitude entre les communes d'Orelle et de Saint-André. Son flanc oriental est intégré au parc national de la Vanoise. Située dans la station de ski d'Orelle, elle dessert directement deux pistes rouges (« Bouchet » et « Coraïa ») et la tyrolienne d'Orelle accessibles par le télésiège du Bouchet.
Le point le plus haut du domaine skiable des Trois Vallées se trouve à environ 3 220 mètres d'altitude au sommet du télésiège du Bouchet, environ 200 mètres sous le sommet, et ce depuis 1996, date à laquelle la station de sports d'hiver d'Orelle a rejoint le domaine skiable.

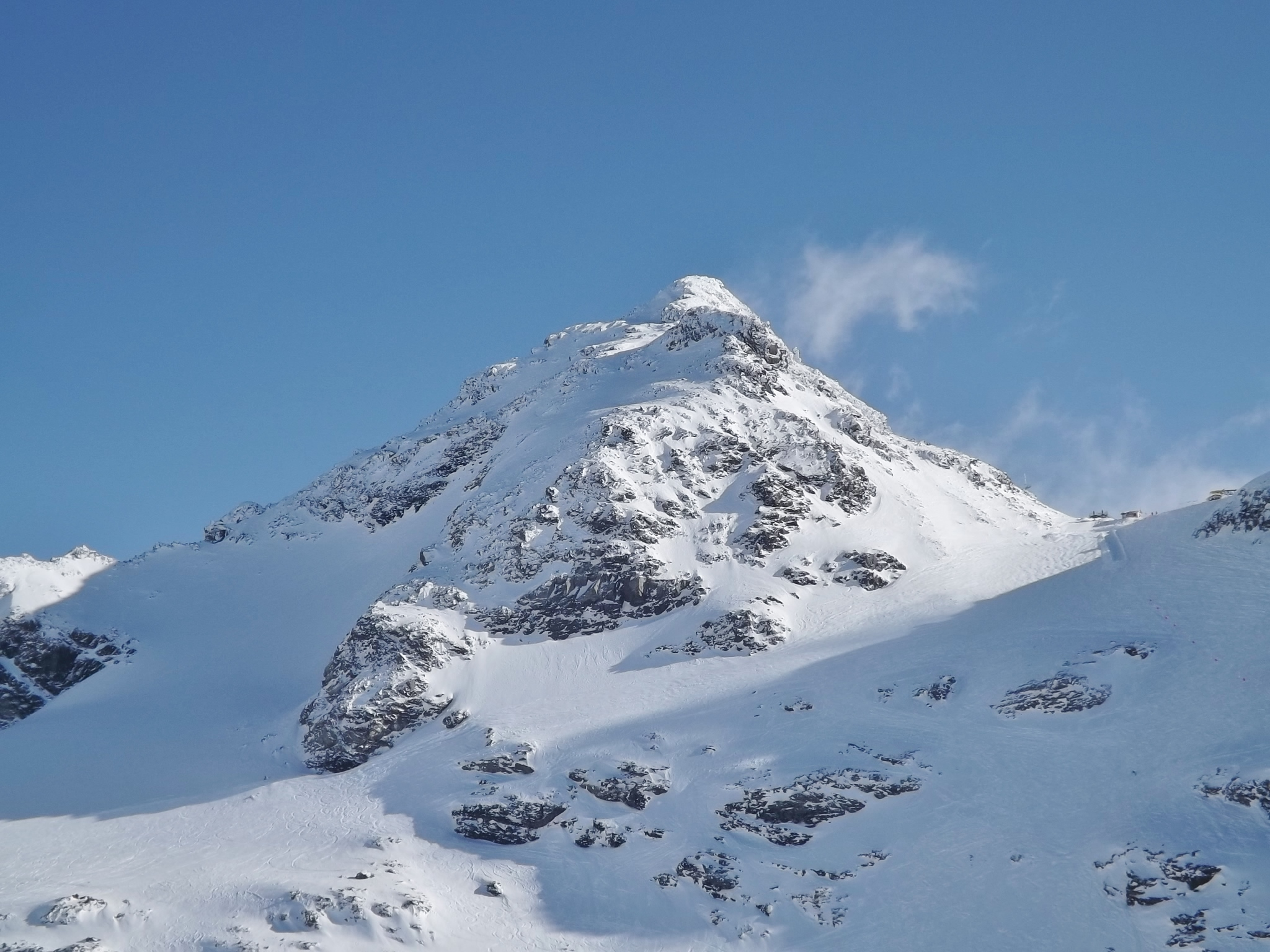
Vue du sommet depuis la station de Val Thorens
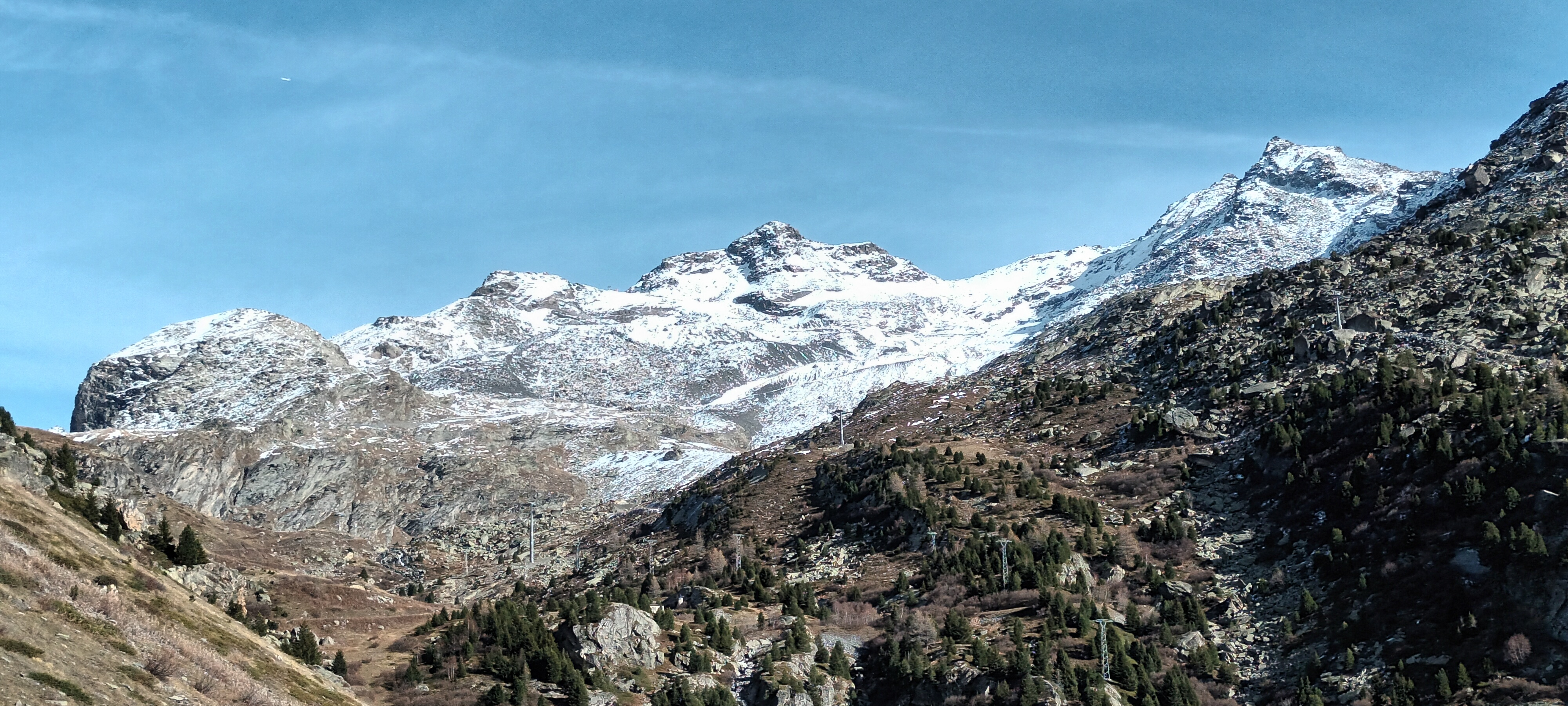
Face sud du sommet, au centre.
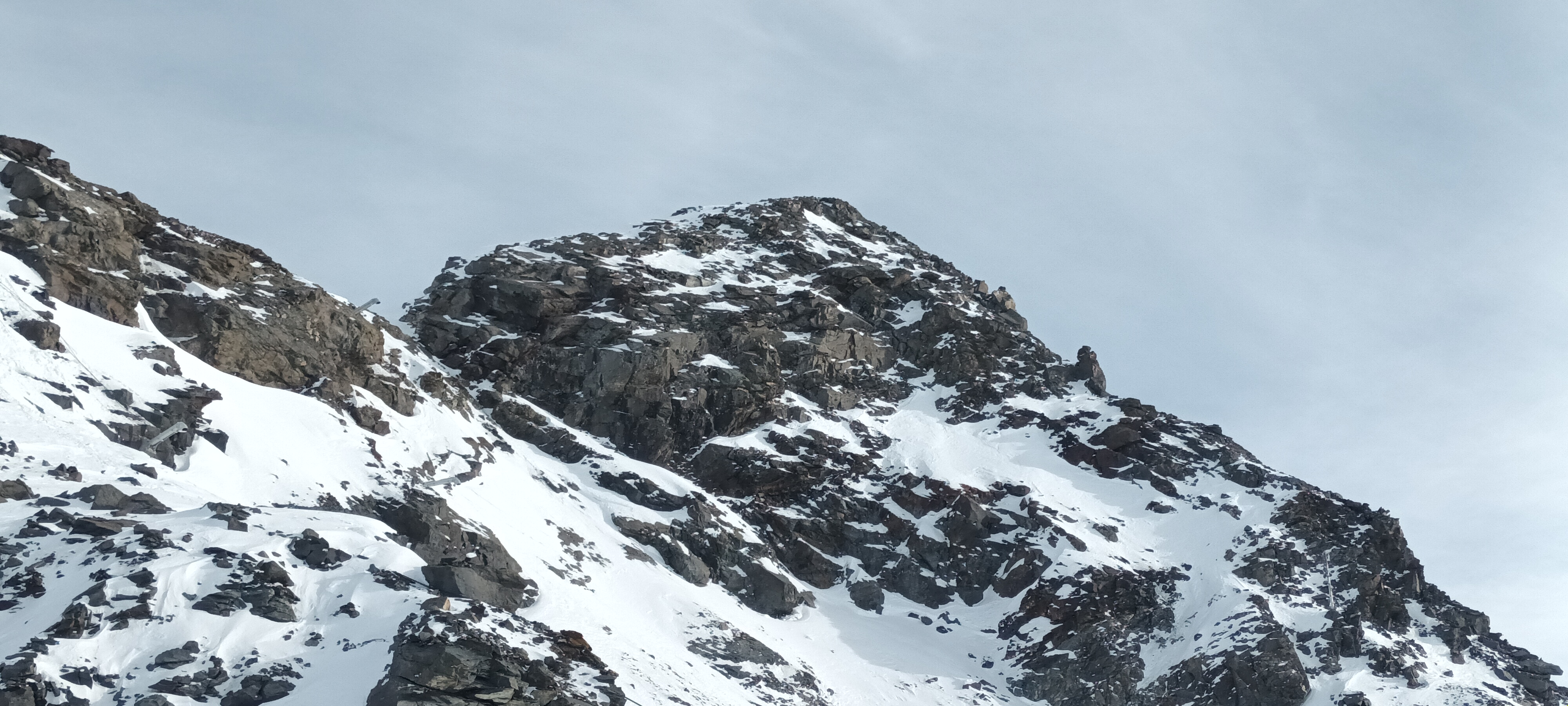
Vue de la pointe depuis la gare d'arrivée du télésiège du Bouchet.

### Géologie
Ce sommet est principalement constitué de conglomérats de grès et d'arkoses micacés, de schistes (principalement des lutites et des siltites), de charbon (particulièrement de l'anthracite), datant d'entre le Westphalien et le Stéphanien inférieur.

## Accès

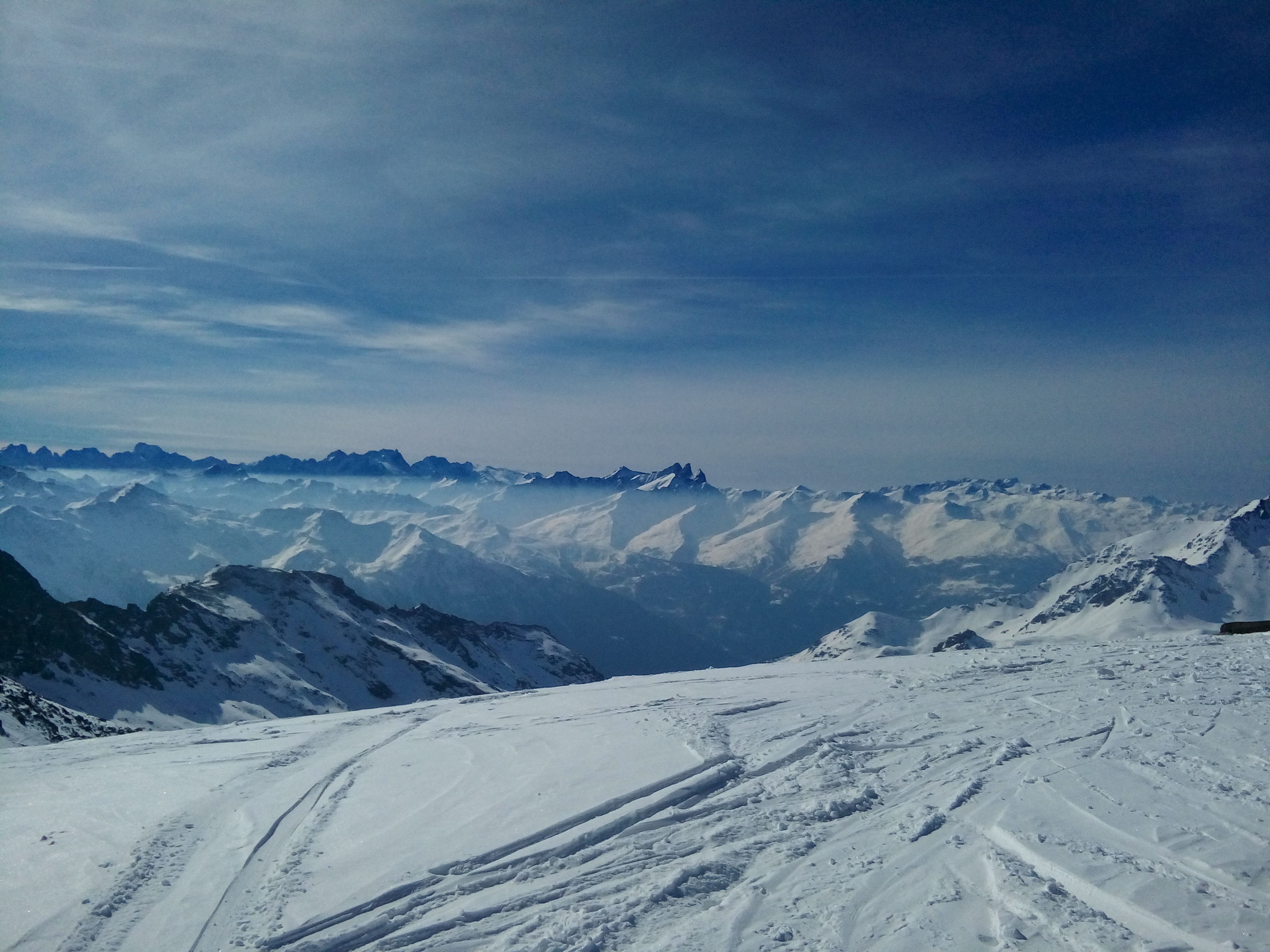
Vue des massifs d'Orelle depuis la piste de « Coraïa » sous la pointe du Bouchet.

La pointe du Bouchet est accessible depuis la vallée de la Maurienne : la télécabine d'Orelle dessert le centre de la station de ski d'Orelle, Plan-Bouchet. À partir de là, en période hivernale d'ouverture de la station de ski, il est possible d'emprunter le télésiège du Peyron, puis celui du Bouchet. Ce dernier permet aux skieurs d'atteindre le replat situé juste au-dessous de la pointe du Bouchet, à environ 3 200 mètres d'altitude,,. Il n'est pas possible d'accéder directement à la pointe du Bouchet à ski depuis Val Thorens.
En période estivale, le sommet est accessible en randonnée,.
La tyrolienne d'Orelle, la plus haute du monde de 2014 à 2020, débute au sommet du télésiège du Bouchet et rejoint le col du Bouchet sous la pointe de Thorens au nord-nord-est en survolant le glacier du Bouchet.